# Base sous-marine de Bordeaux
La base sous-marine de Bordeaux est l'une des cinq bases pour sous-marins construites par les Allemands sur la façade atlantique française au cours de la Seconde Guerre mondiale. Édifiée entre 1941 et 1943, elle accueillit des sous-marins italiens et allemands.
Propriété de la ville de Bordeaux, elle abrite aujourd'hui plusieurs espaces culturels : les Bassins des Lumières, un centre d'art numérique, et Boîte noire, lieu culturel de proximité.

## Histoire

### Base sous-marine italienne
Lors de l'Occupation, les Italiens installèrent dès 1940 une base sous-marine dans le port de Bordeaux, constituant une part de leur effort dans la bataille de l'Atlantique. Son nom de code était « Betasom » : « bêta » pour la lettre grecque initiale de Bordeaux, et « som » pour « sommergibili » (« submersibles » en italien).
Elle abrite les sous-marins italiens de la 11e Gruppo del Fero Subacqueo Italiano in Atlantico en 1940. Entre septembre et novembre 1940, 28 sous-marins arrivent à Bordeaux ; ceux-là seront rejoints par quatre autres. 
La base dépend des Forze subacquee italiane in Atlantico, dirigées par le contre-amiral Angelo Parona, sous le commandement de la Marine italienne. Les opérations sont sous le contrôle du commandement allemand des sous-marins. 
L'état-major et les équipages sont logés dans l'ancienne gare maritime de la Compagnie Transatlantique juste en face du bunker, de l'autre côté du bassin à flots.

#### La flotte
Au moment de son entrée en guerre, l'Italie possédait plus d'une centaine de sous-marins, mais seulement une quarantaine étaient adaptés aux croisières océaniques. Le choix des sous-marins pour le Betasom n'a concerné que ces unités. La base atlantique a accueilli un total de 32 sous-marins. Une première flotte de 27 navires a été transférée à l'automne 1940 à travers la mer Méditerranée et comprenait les unités suivantes :
- Malaspina (à Betasom à partir de septembre 1940, six missions effectuées, disparu en septembre 1941 par l'action anti-sous-marine des Alliés)
- Tazzoli (au Betasom depuis octobre 1940, neuf missions, transformé en sous-marin de transport entre fin 1942 et début 1943, disparu en mai 1943 probablement en heurtant une mine)
- Calvi (au Betasom depuis octobre 1940, huit missions effectuées, coulé par le sloop HMS Lulworth le 15 juillet 1942)
- Finzi (au Betasom depuis septembre 1940, dix missions effectuées, transformé en sous-marin de transport au printemps-été 1943, capturé à Bordeaux à l'armistice de Cassibile )
- Bagnolini (au Betasom depuis septembre 1940, 11 missions effectuées, transformé en sous-marin de transport au printemps-été 1943, capturé à Bordeaux à l'armistice)
- Giuliani (sur Betasom depuis octobre 1940, trois missions effectuées, détaché pendant quelque temps à Gotenhafen à l'école des sous-mariniers italiens, transformé en sous-marin de transport au printemps 1943, capturé en Indonésie à l'armistice)
- Tarantini (à Betasom à partir d'octobre 1940, deux missions effectuées, coulé le 15 décembre 1940 par le sous-marin HMS Thunderbolt)
- Marconi (au Betasom à partir de septembre 1940, six missions effectuées, disparu en septembre 1941)
- Da Vinci (à Betasom depuis octobre 1940, 11 missions effectuées, coulé le 22 mai 1943 par le destroyer HMS Active et la frégate HMS Ness)
- Torelli (à Betasom depuis octobre 1940, 12 missions effectuées, converti en sous-marin de transport en mars-avril 1943, capturé au Japon à l'armistice)
- Baracca (à Betasom depuis octobre 1940, six missions effectuées, coulé le 8 septembre 1941 par le destroyer HMS Croome)
- Marcello (au Betasom depuis décembre 1940, trois missions effectuées, disparu en février 1941)
- Dandolo (à Betasom depuis septembre 1940, six missions effectuées, retour en Méditerranée en juin-juillet 1941)
- Mocenigo (à Betasom depuis décembre 1940, quatre missions effectuées, retour en Méditerranée en août 1941)
- Veniero (à Betasom depuis novembre 1940, six missions effectuées, retour en Méditerranée en août 1941)
- Barbarigo (au Betasom depuis septembre 1940, 11 missions effectuées, transformé en sous-marin de transport en mars, mai 1943, disparu en juin 1943 probablement par une attaque aérienne)
- Nani (à Betasom depuis novembre 1940, trois missions effectuées, disparu le 7 janvier 1941)
- Morosini (à Betasom depuis novembre 1940, neuf missions effectuées, coulé par une attaque aérienne le 11 août 1942)
- Emo (à Betasom depuis octobre 1940, six missions effectuées, retour en Méditerranée en août 1941)
- Comandante Faà di Bruno (au Betasom à partir d'octobre 1940, deux missions effectuées, disparu le 6 novembre 1940)
- Comandante Cappellini (au Betasom depuis octobre 1940, 12 missions effectuées, transformé en sous-marin de transport au printemps 1943, capturé à Singapour à l'armistice)
- Bianchi (à Betasom à partir de décembre 1940, quatre missions effectuées, coulé le 5 juillet 1941 par le sous-marin HMS Tigris)
- Brin (à Betasom depuis décembre 1940, cinq missions effectuées, retour en Méditerranée en août-septembre 1941)
- Glauco (au Betasom depuis octobre 1940, cinq missions effectuées, coulé le 27 juin 1941 par le destroyer HMS Wishart)
- Otaria (à Betasom depuis septembre 1940, huit missions effectuées, retour en Méditerranée en septembre 1941)
- Argo (à Betasom depuis octobre 1940, six missions effectuées, retour en Méditerranée en octobre 1941)
- Velella (à Betasom depuis décembre 1940, quatre missions effectuées, retour en Méditerranée en août 1941)

Un autre sous-marin, le Cagni, a été transféré au Betasom en 1942-1943, dès que son équipement a été achevé. Pour atteindre l'Atlantique, tous les sous-marins italiens ont été contraints de traverser le détroit de Gibraltar, où se trouve encore une importante base navale de la Royal Navy. Le passage ne s'est pas fait sans difficultés, notamment à cause des courants marins, mais il s'est fait sans incident.

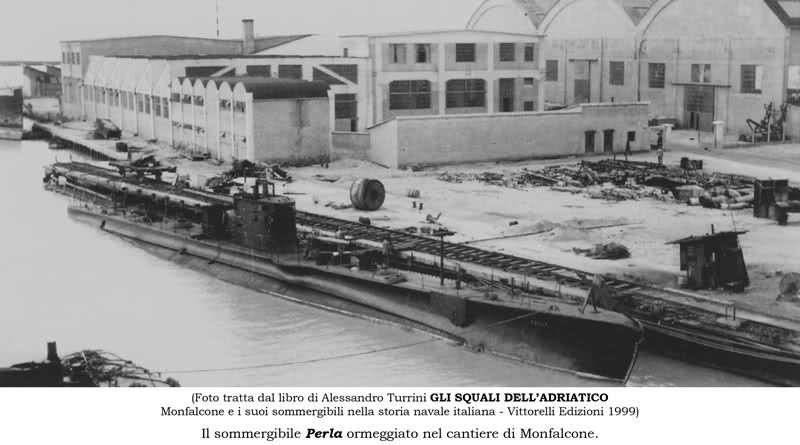
Le Perla, sur son chantier de construction à Monfalcone en 1936.

Par la suite, quatre autres sous-marins ont été intégrés à la flotte (dont deux seulement, cependant, ont opéré pour Betasom, tandis que les deux autres sont retournés en Méditerranée après un certain travail), en provenance d'Afrique orientale italienne. En vue de la chute imminente de l'Erythrée (qui abritait l'importante base navale de Massaoua), il a été décidé, en effet, d'évacuer tout ce qui restait de la composante sous-marine de la marine "coloniale", afin qu'elle ne tombe pas entre les mains des Britanniques. Les quatre sous-marins étaient :
- Archimede (à Bordeaux à partir du 7 mai 1941, trois missions effectuées, coulé par une attaque aérienne le 15 avril 1943)
- Perla (à Bordeaux à partir du 20 mai 1941, n'est jamais devenu opérationnel pour Betasom, est retourné en Méditerranée en septembre-octobre 1941)
- Guglielmotti (à Bordeaux à partir du 7 mai 1941, n'est jamais devenu opérationnel pour Betasom, est retourné en Méditerranée en septembre-octobre 1941)
- Ferraris (à Bordeaux à partir du 9 mai 1941, une mission accomplie, coulé le 25 octobre 1941 par le destroyer HMS Lamerton)

Ces navires ont atteint le BETASOM en contournant l'Afrique avec l'aide du pétrolier allemand Nordmark, qui s'est chargé du ravitaillement en eau profonde des quatre unités (le Perla, un sous-marin de petite croisière, a également nécessité un autre ravitaillement, par le croiseur auxiliaire allemand Atlantis).[réf. nécessaire]

#### Les succès
Au cours de leurs missions dans l'Atlantique, les sous-marins de Betasom ont coulé un total de 109 navires de 593 864 tonnes brutes, répartis comme suit:
- Da Vinci: 17 navires pour 120 243 tonneaux de jauge brute (tjb) (le sous-marin non allemand le plus performant de la Seconde Guerre mondiale[3])
- Tazzoli: 18 navires pour 96 650 tjb
- Torelli: 7 navires pour 42 871 tjb
- Morosini: 6 navires pour 40 927 tjb
- Barbarigo: 7 navires pour 39 300 tjb
- Calvi: 6 navires pour 34 193 tjb
- Cappellini: 5 navires pour 31 648 tjb
- Finzi: 5 navires pour 30 760 tjb
- Archimede: 2 navires pour 25 629 tjb
- Marconi: 7 navires pour 18 887 tjb
- Malaspina: 3 navires pour 16 384 tjb
- Giuliani: 3 navires pour 16 103 tjb
- Bianchi: 3 navires pour 14 705 tjb
- Emo: 2 navires pour 10 958 tjb
- Baracca: 2 navires pour 8 553 tjb
- Brin: 2 navires pour 7 241 tjb
- Bagnolini: 2 navires pour 6 962 tjb
- Dandolo: 2 navires pour 6 554 tjb
- Cagni: 2 navires pour 5 840 tjb
- Argo: 1 navire pour 5 066 tjb
- Veniero: 2 navires pour 4 987 tjb
- Otaria: 1 navire pour 4 662 tjb
- Nani: 2 navires pour 1 939 tjb
- Marcello: 1 navire pour 1 550 tjb
- Mocenigo: 1 navire pour 1 253 tjb

Les sous-marins Faà di Bruno, Ferraris, Glauco, Tarantini et Velella n'ont coulé aucun navire, pas plus que le Guglielmotti et le Perla, qui n'ont effectué aucune mission offensive.
Après la réorganisation tactique et "technologique" (réduction des temps de plongée rapide, modification du kiosque pour le rendre moins visible, remplacement des climatiseurs par des systèmes au fréon, des torpilles allemandes, etc.), et les méthodes plus intensives et rationnelles d'entraînement, de formation et de sélection du personnel et de la nourriture, effectuées au cours de l'année 1941, les performances des sous-marins (initialement peu enthousiasmantes) se sont améliorées. Entre 1942 et 1943, les sous-marins italiens ont dépassé les sous-marins allemands de 59 % sur le même front ; c'est-à-dire que deux sous-marins italiens ont pu couler plus de navires qu'un seul bateau allemand. Ceci est une indication des nombreuses limites technologiques (et, en partie, opérationnelles et de formation) des sous-marins italiens. Ces résultats étaient toutefois plus flatteurs que ceux obtenus en Méditerranée

#### Les forceurs de blocus
Pendant la guerre, entre 1941 et 1942, de nombreux forceurs de blocus italiens ont été réparés à Bordeaux : d'Espagne, le pétrolier Clizia et les navires à vapeur Capo Lena, Drepanum et Fidelitas, des îles Canaries, les navires à vapeur Atlanta et Ida, du Brésil, les navires à vapeur XXIV Maggio, Africana et Monbaldo et le navire à moteur Himalaya (en provenance d'Érythrée) et du Japon, les navires à moteur Cortellazzo, Fusijama (en provenance de Thaïlande) et Pietro Orseolo. Les pétroliers Burano, Frisco et Todaro ont également été transférés de Bordeaux à Saint-Nazaire, où ils étaient arrivés à l'origine. Tous les navires en question transportaient des milliers de tonnes de matériel, la plupart d'entre eux présentant un intérêt de guerre, qui ont ensuite été envoyés en Italie ; la plupart d'entre eux ont ensuite été employés par les forces allemandes, en gardant leurs équipages italiens. Des îles Canaries arriva à Bordeaux, en octobre 1940, également le chalutier Balena, qui fut utilisé pour capturer le poisson nécessaire au personnel de la base sous-marine.

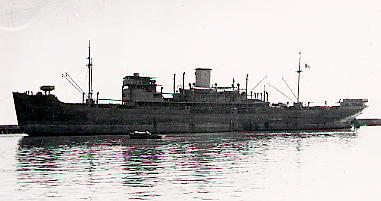
Le forceur de blocus Cortellazzo.

A Bordeaux, on prépare également (embarquement de canons et de mitrailleuses, cornes de brume, etc.), pour de nouvelles missions de rupture de blocus, les quatre plus modernes et les plus rapides : le Cortellazzo, l'Himalaya, le Fusijama et le Pietro Orseolo, qui devront ensuite rejoindre le Japon et revenir à Bordeaux avec des matières premières introuvables en Europe. Pour cela, le personnel technique de la Regia Marina est envoyé à Bordeaux : les navires sont prêts entre fin 1942 et début 1943. Seul le Pietro Orseolo a réussi cette mission, arrivant au Japon et revenant à Bordeaux, bien qu'endommagé, avec 6 800 tonnes de matières premières (notamment du caoutchouc naturel), tandis que le Cortellazzo a été contraint de se saborder peu après son départ, et que l'Himalaya a dû annuler deux tentatives de forcer le blocus et que le Fusijama n'a jamais quitté Bordeaux.

### Base sous-marine allemande

#### Construction du U-Bunker

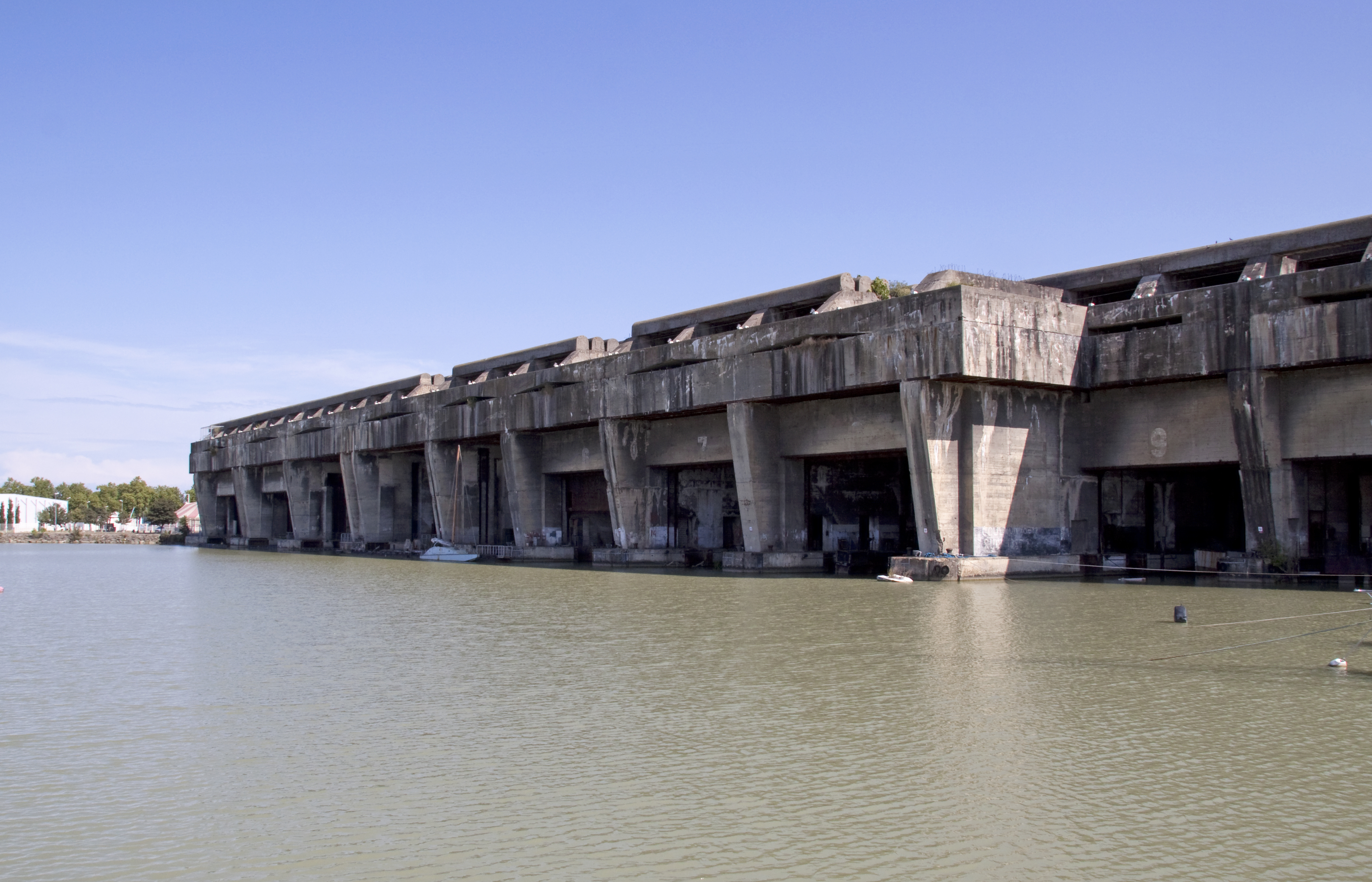
La base pour les U-boats.

La planification par le Marine Bauwesen, le département chargé des constructions au sein de l'Oberkommando der Marine (OKM), l'état-major de la Kriegsmarine allemande, de la construction d'un bunker pour la base sous-marine date de 1940. D'autres bases sous-marines de l'Atlantique sont déjà équipées, s'avérant plus exposées aux bombardiers britanniques. 
L'organisation Todt commence la construction en septembre 1941 au bassin à flot no 2 de Bacalan. La construction va durer 22 mois sous la supervision d'Andreas Wagner, comme pour les autres bases sous-marines allemandes.

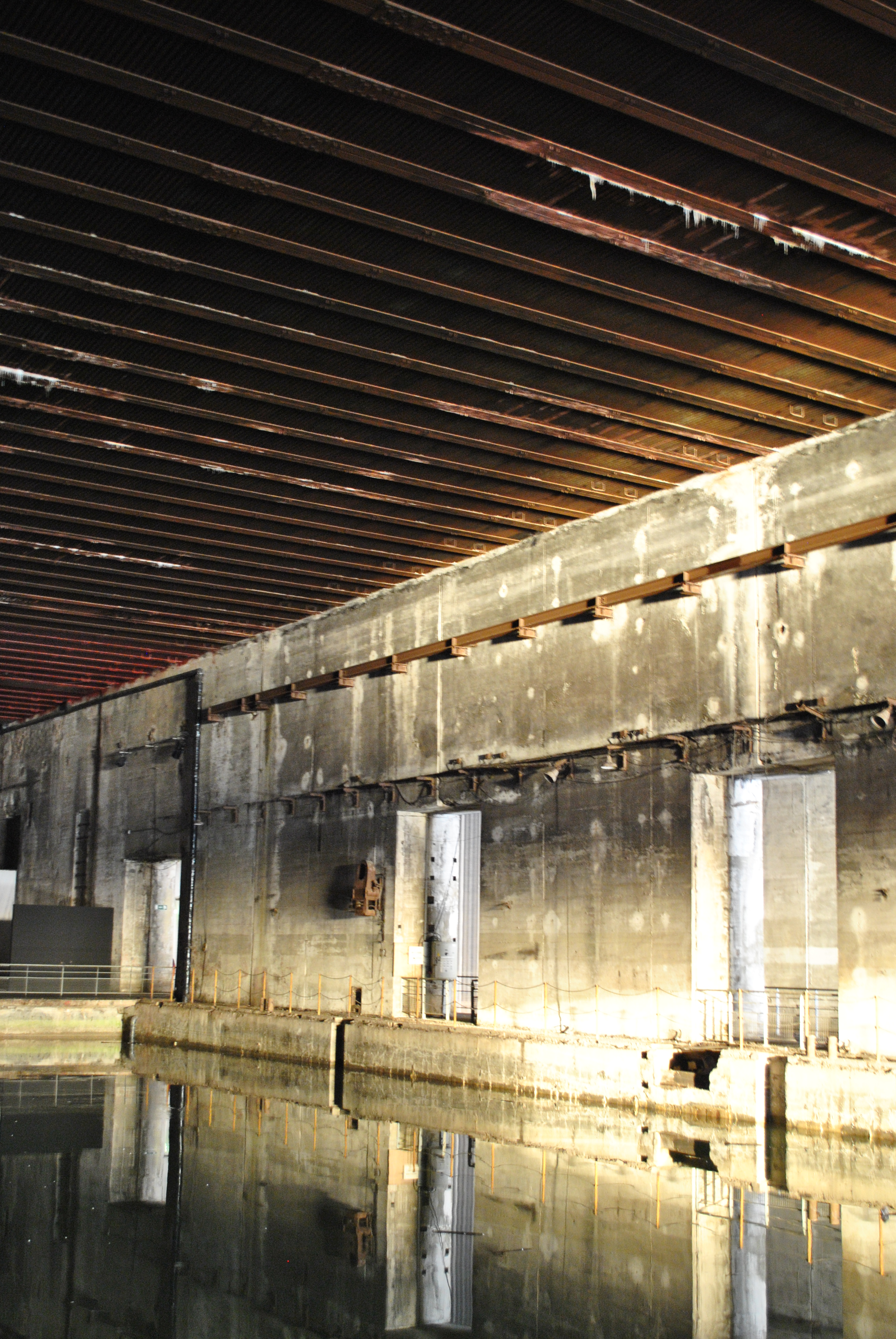
Intérieur d'une alvéole.

Le bâtiment est constitué d'un bloc de béton armé de 245 mètres de long sur 162 mètres de large et 20 mètres de haut. Une tour bunker de 48 × 73 mètres lui est adjointe. Il abrite onze alvéoles de 100 à 115 mètres de long, sept des alvéoles pouvant accueillir un sous-marin et quatre pouvant en accueillir deux. Le tirant d'air est de 11,40 m et le tirant d'eau de 9 m (avec un marnage de 1,5 m).
L'ensemble était couvert par un premier toit en béton armé de 3,5 mètres d'épaisseur. Il fut recouvert par une seconde dalle de 2,10 mètres d'épaisseur. À partir de 1943, avec la portée accrue des bombardiers alliés délivrant des bombes plus puissantes, les Allemands décidèrent de renforcer le toit en posant au-dessus une structure dite « Fangrost ». Il s'agit d'un ensemble de poutres en béton de 32 tonnes placées parallèlement, espacées de 5 à 6 mètres et recouvertes d'autres poutres plus petites placées perpendiculairement aux premières. Ce dispositif devait provoquer l'explosion de la bombe avant qu'elle n'atteigne la dalle. Mais ce « treillis » n'était pas achevé en août 1944.
600 000 m3 de béton furent nécessaires pour la construction. L'organisation Todt employa plusieurs milliers d'ouvriers. Certains servaient volontairement, la plupart étant prisonniers de guerre ou requis dont plus de 3 000 républicains espagnols, « les rouges » (on estime que plus de 70 y sont morts), mais également des Français, des Italiens, des Belges et des Néerlandais.

#### Aménagement du site
Dans le bâtiment principal, les sept alvéoles centrales pouvaient être mises à sec. Chacune est séparée par un mur épais de 5 à 6 mètres et fermée par des volets blindés pour la protéger des éclats de bombes. Chaque alvéole est équipée de deux ponts roulants d'une capacité de levage de 3 ou 5 tonnes permettant sur chacun de transporter pièces lourdes et munitions. En bout des alvéoles, une voie ferrée traverse perpendiculairement le bunker et dessert les différents alvéoles et leurs ponts roulants ainsi que les ateliers situés de l'autre côté de la voie ferrée. Le bâtiment comprenait plusieurs dizaines de pièces borgnes (sans fenêtres) où, sur plusieurs étages, se répartissaient ateliers, réserves, bureaux et lieux de vie, dont une infirmerie.
Pour des raisons de sécurité, les torpilles et le carburant étaient stockés à l'écart, dans un bunker situé à 200 mètres au nord-est de la base (près du boulevard Alfred Daney).

#### Les unités
La flottille a reçu au cours de sa vie opérationnelle 46 U-Boote: Unterseeboot type VII, Unterseeboot type IX, Unterseeboot type X et Unterseeboot type XIV :
- U-117, U-118, U-119, U-177, U-178, U-179, U-180, U-181, U-182, U-195, U-196, U-197, U-198, U-199
- U-200, U-219, U-220, U-233
- U-459, U-460, U-461, U-462, U-463, U-487, U-488, U-489, U-490
- U-847, U-848, U-849, U-850, U-851, U-852, U-859, U-860, U-861, U-862, U-863, U-871
- U-1059, U-1061, U-1062

Les sous-marins italiens suivants ont été capturés après la capitulation italienne en septembre 1943 (Armistice de Cassibile) et ont été affectés à la 12. Unterseebootsflottille:
- UIT-22 Bagnolini, UIT-23 Giuliani, UIT-24 Cappellini, UIT-25 Torelli

### Utilisation pendant la Seconde Guerre mondiale
Dès la construction des premières alvéoles, la base devient en octobre 1942 le port d'attache de la 12. Unterseebootsflottille. Formée à Bordeaux le 15 octobre 1942 comme Frontflottille, flottille de combat, elle est placée sous le commandement du korvettenkapitän Klaus Scholz. Cette flottille assurait les missions longues dont celles de l'océan Indien et les liaisons avec le Japon. Le premier U-boot allemand arrivé sur place est le U-178, le 9 janvier 1943. Il sera suivi par une quarantaine de sous-marins, dont le l'U-196 du commandant Kentrat qui effectua la plus longue mission en mer de la guerre. Sur 43 U-Boote basés à Bordeaux, 36 furent perdus.
Le port de Bordeaux et ses dépendances (Le Verdon, Ambès, Bassens, Pauillac) abritaient également une flottille d'une vingtaine de patrouilleurs, une quinzaine de dragueurs de mines et quelques destroyers chargés d'assurer la protection au départ et à l'arrivée des sous-marins.
Le 17 mai 1943 vit un raid aérien américain d'importance. Une information de la Résistance avait indiqué aux Alliés une forte concentration de sous-marins. Le bombardement imprécis, effectué à l'altitude trop élevée de 22 000 pieds, affecta peu la base. Une porte du bassin à flot fut détruite et cinq sous-marins échoués. Les dégâts civils furent importants, plus de 200 immeubles touchés, 184 Bordelais tués et 249 blessés.
Après l'armistice de Cassibile, les Allemands prennent possession de cinq sous-marins italiens. L'UIT 21, l'UIT 22, l'UIT 23, l'UIT 24 et l'UIT 25 reprennent la mer sous pavillon allemand. De janvier à août 1944, se dérouleront plus de 13 raids anglo-américains contre la base sous-marine et à l'encontre de l'aéroport de Mérignac, mais sans grand succès.
Le 28 août 1944, Bordeaux et le port sont évacués par les Allemands. L'U-178 et l'U-188, incapables d'appareiller, sont sabordés sur place.

### Après-guerre
La base reste un imposant vestige de la Seconde Guerre mondiale. Pendant longtemps elle a été laissée quasiment à l'abandon, seuls les ateliers étaient occupés par de petites entreprises de métallurgie et de réparations maritimes.

#### Conservatoire International de la Plaisance de Bordeaux (1990-1997)
En 1990, le site accueille le Conservatoire International de la Plaisance de Bordeaux, un concept mêlant musée et centre de recherche, à l'époque le plus grand conservatoire mondial de bateaux de plaisance. Les alvéoles de la base ont abrité jusqu'à 120 bateaux. Puis, faute de visiteurs, le lieu a fermé ses portes en 1997.

#### Lieu d'exposition d'art contemporain de 2000 à 2021
De 2000 à 2021, la base accueille des expositions temporaires et des œuvres monumentales. De 2010 à 2015, sa directrice artistique Danièle Martinez marque le lieu de son empreinte en exposant une cinquantaine d'artistes lors d'expositions gratuites, parmi lesquels des photographes (Henri Cartier-Bresson, Robert Capa, Ferrante Ferranti, Bernard Plossu, Robert Doisneau, Willy Ronis, Yann Arthus-Bertrand) et des plasticiens (Li Chevalier, Federica Matta, Georges Rousse).
En 2017, le photographe plasticien JR y installe sa cabine photographique "Inside Out" et projette son film "Ellis".
Avec l'installation des Bassins des Lumières en 2020, cet espace est désormais concentré dans l'ancienne centrale énergétique.

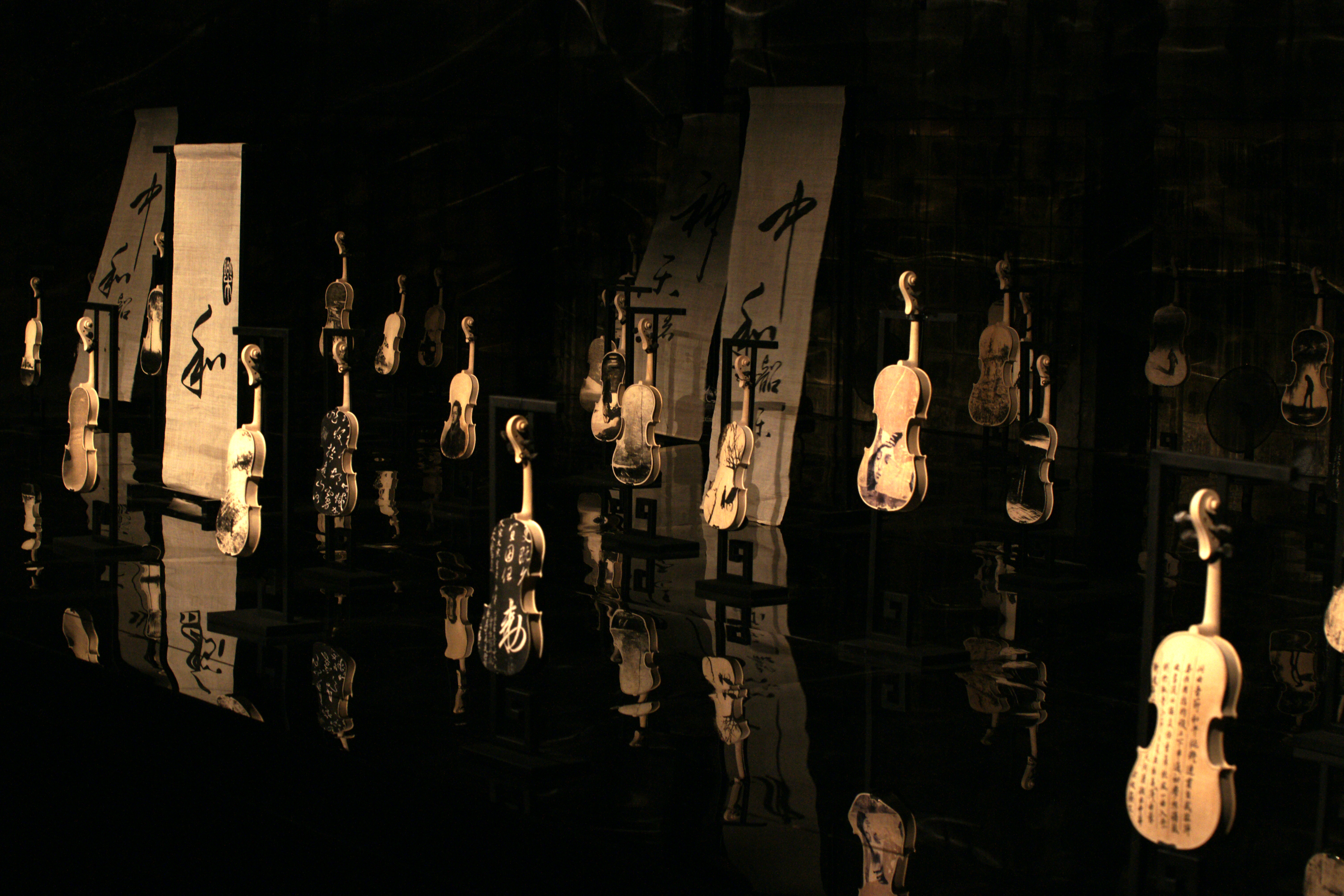
Installation de l'artiste sino-française Li Chevalier en 2014.

#### Bassins des Lumières depuis 2020
Un projet culturel, confié à Culturespaces, dénommé Bassins des Lumières a ouvert au printemps 2020. Il occupe les 4 premières alvéoles sur les 11 que compte la base.

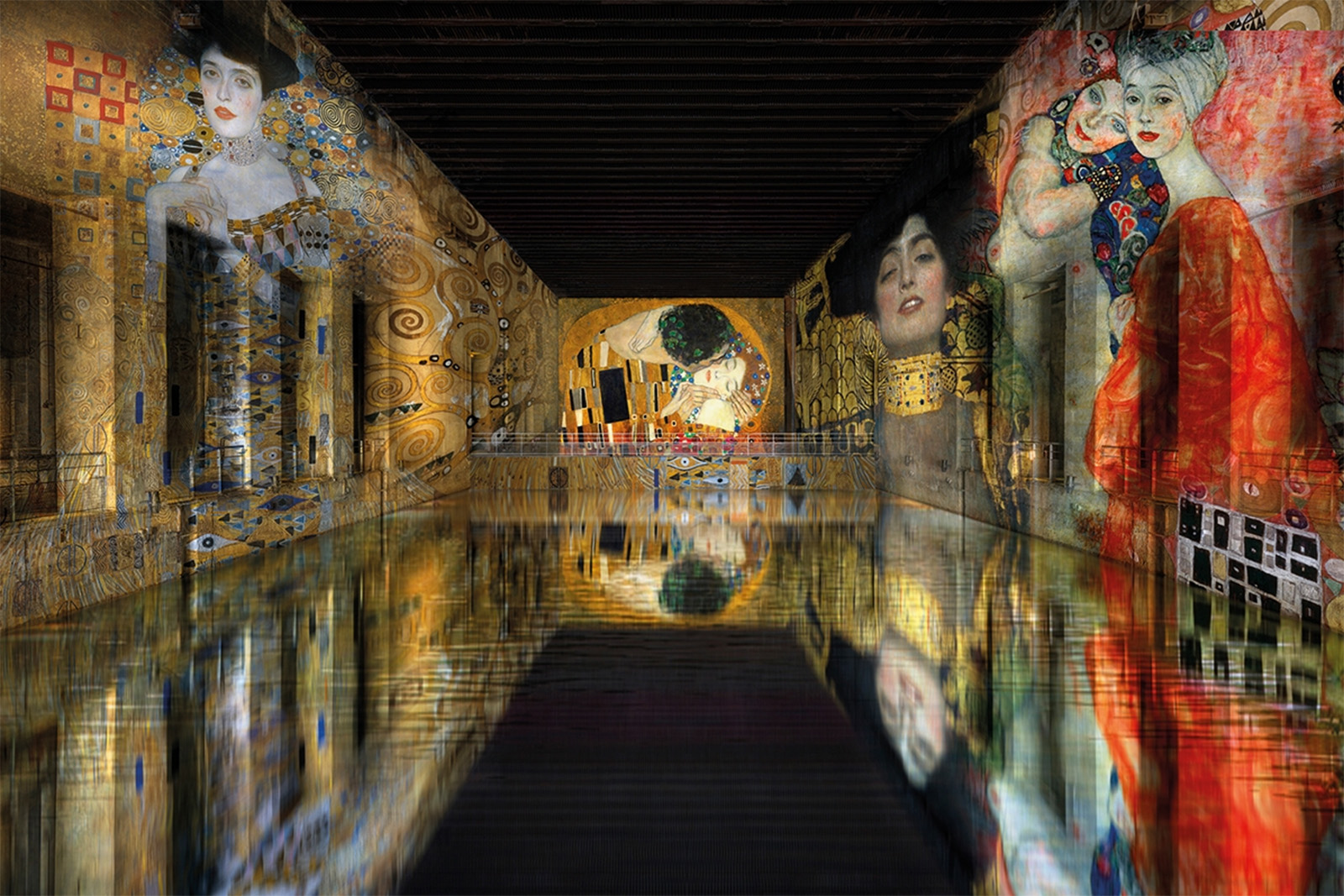
Exposition immersive sur Gustave Klimt en 2020 dans les Bassins des Lumières.

#### Boîte noire depuis 2025
Depuis le 24 avril 2025, l'annexe de la base, autrefois réservée aux expositions d'art contemporain, devient un « lieu culturel de proximité » (LCP), appelé Boîte noire. Géré par les associations Le Grand Incendie et Dézip, et disposant d'une salle pouvant accueillir 1 000 personnes, le site est destiné à développer des projets artistiques ancrés dans le quartier.

## Toit de la base sous-marine

### Végétation spontanée
Le toit de la base sous-marine, percé de trous béants laissés par les bombardements dans l'armature béton, a été colonisé par une riche végétation spontanée. Le botaniste Nicolas Deshais-Fernandez y a recensé "57 espèces au minimum, qui se sont développées sur deux centimètres de terre, sans l'action de l'homme et dans des conditions climatiques extrêmes", notamment des chênes, frênes, saules, fougères, et orchidées sauvages. En 2015, les expositions "Improbabilis, le végétal sous les obus" (au Jardin botanique de Bordeaux) et "Le Jardin dévoilé de la Base sous-marine" (à la base sous-marine) ont mis en valeur cet écosystème.

### Projets d'aménagement
Au fil du temps, de nombreux projets d'aménagements ont été proposés par les élus et candidats à la mairie de Bordeaux, afin de valoriser ces 41 000 m2 de toiture.

#### Agriculture urbaine
En 2012, le maire Alain Juppé appelle de ses vœux des potagers plantés. En 2013, ses alliés au sein du Modem proposent un "espace agro-urbain" avec des arbres en pot ou des ruches. En 2020, son ancien adjoint Nicolas Florian propose de créer un jardin potager.
En 2016, l'élu écologiste d'opposition Pierre Hurmic propose une « ferme hydroponique ». Une fois élu maire de Bordeaux, sa conseillère municipale déléguée pour la résilience alimentaire imagine en 2022 une « serre aquaponique ».

#### Production d'énergie
En 2014, la majorité d'Alain Juppé présente le bilan 2009-2013 de son Plan climat-air-énergie territorial, lequel note que « l'installation de panneaux photovoltaïques sur la toiture de la base sous marine n'a pu être réalisée en raison d'un problème d'étanchéité de celle-ci ».
En 2016, l'élu écologiste d'opposition Pierre Hurmic propose d'y installer des panneaux solaires. Une fois élu maire de Bordeaux, son élu chargé de la sobriété dans la gestion des ressources naturelles imagine en 2022 une centrale solaire photovoltaïque couvrant une partie de la surface du toit. Le projet se concrétise à partir de 2024, avec une projection de 9 200 à 25 000 m2 de panneaux photovoltaïques qui se confirme en 13 000 m2.
En 2020, le candidat Pascal Jarty propose de couvrir le toits de panneaux photovoltaïques « pour alimenter le réseau de tramway ».

## Mémorial en hommage aux Républicains espagnols
Le 14 avril 2012, devant la base sous-marine, est inauguré un Mémorial en hommage aux Républicains espagnols, travailleurs forcés employés sur le chantier de construction. 70 d'entre eux y ont laissé leur vie, et, d'après plusieurs témoignages, certains seraient ensevelis dans le béton armé des fondations.

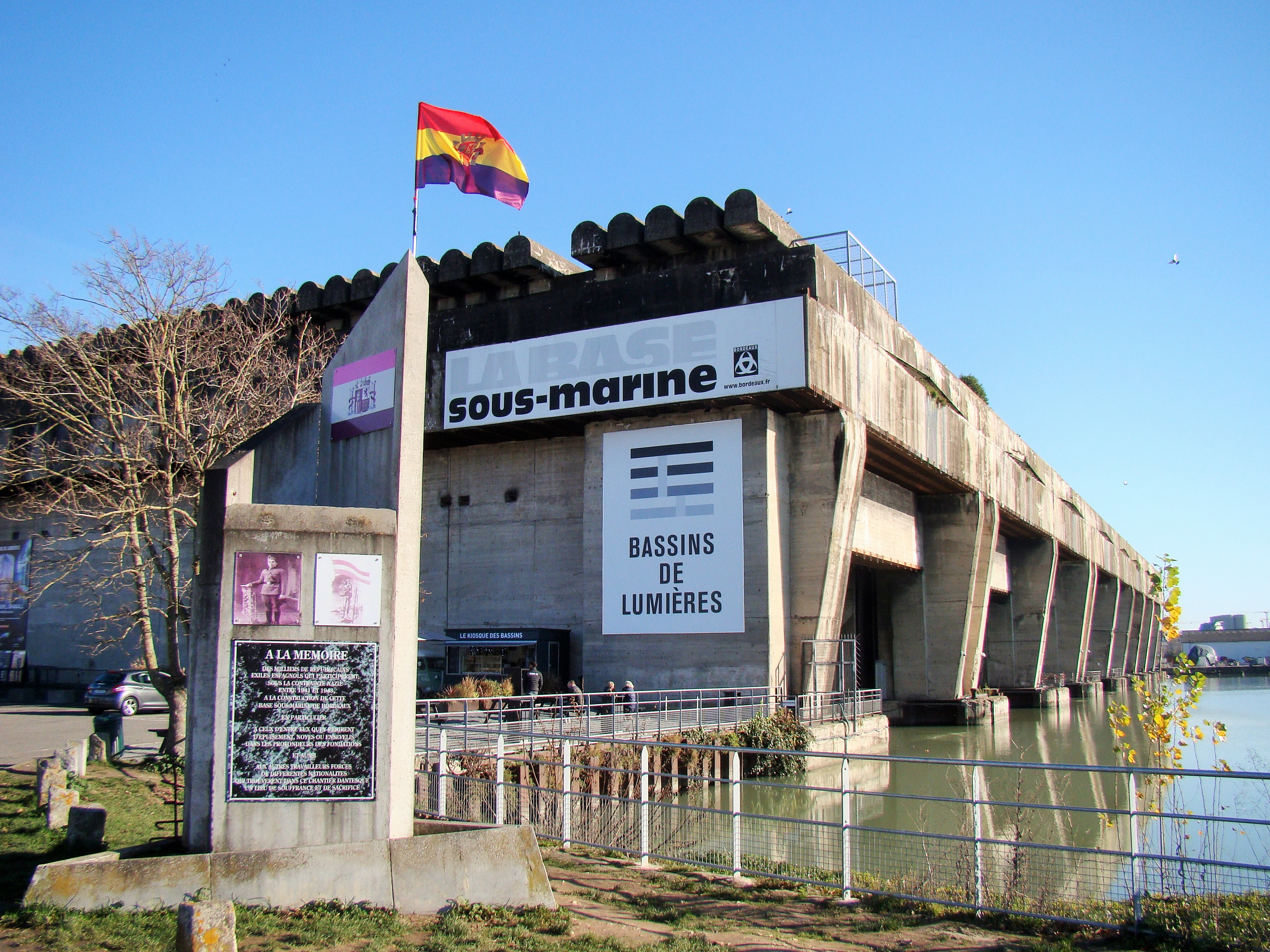
Mémorial en hommage aux Républicains espagnols.

## Galerie

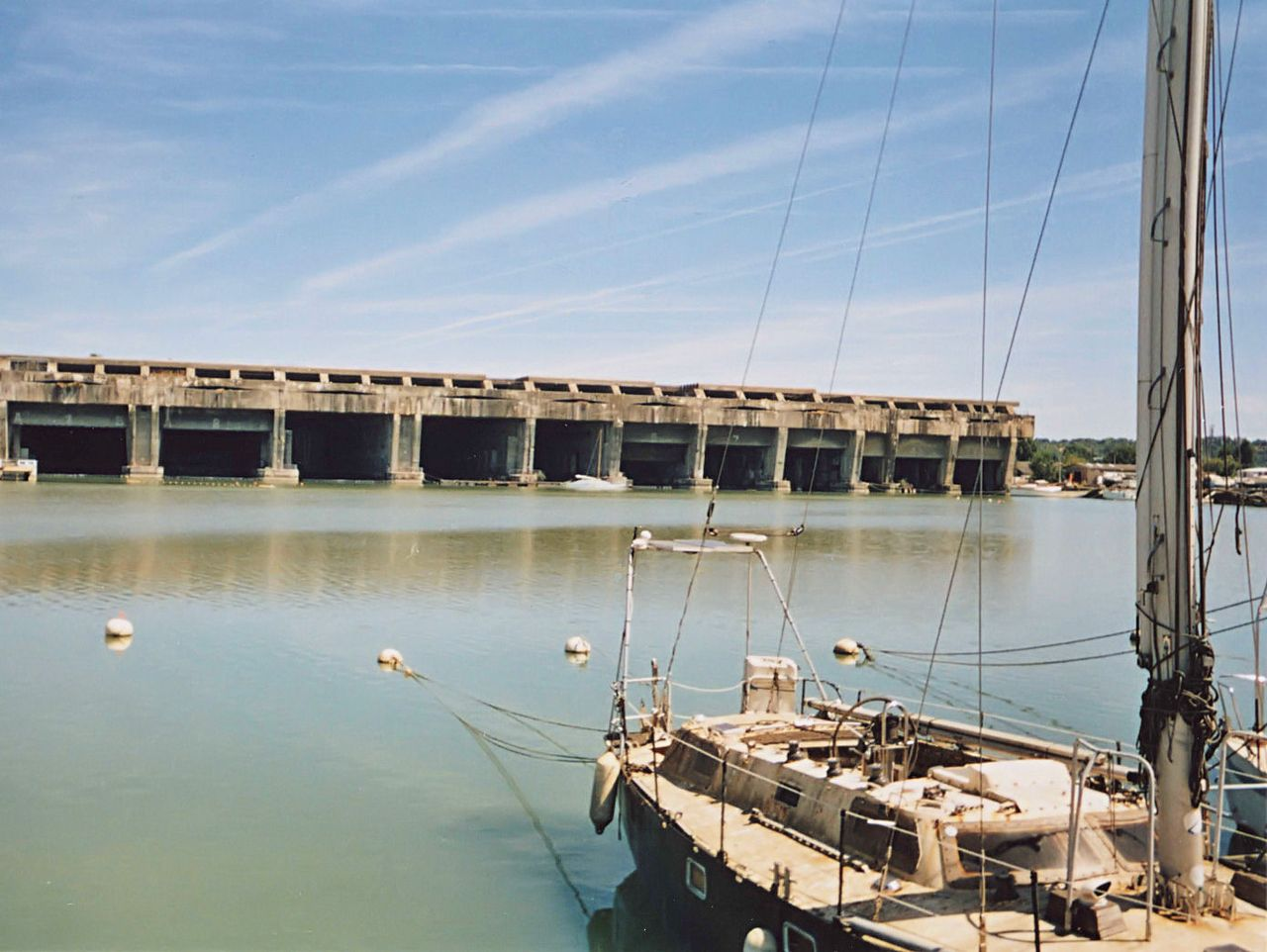
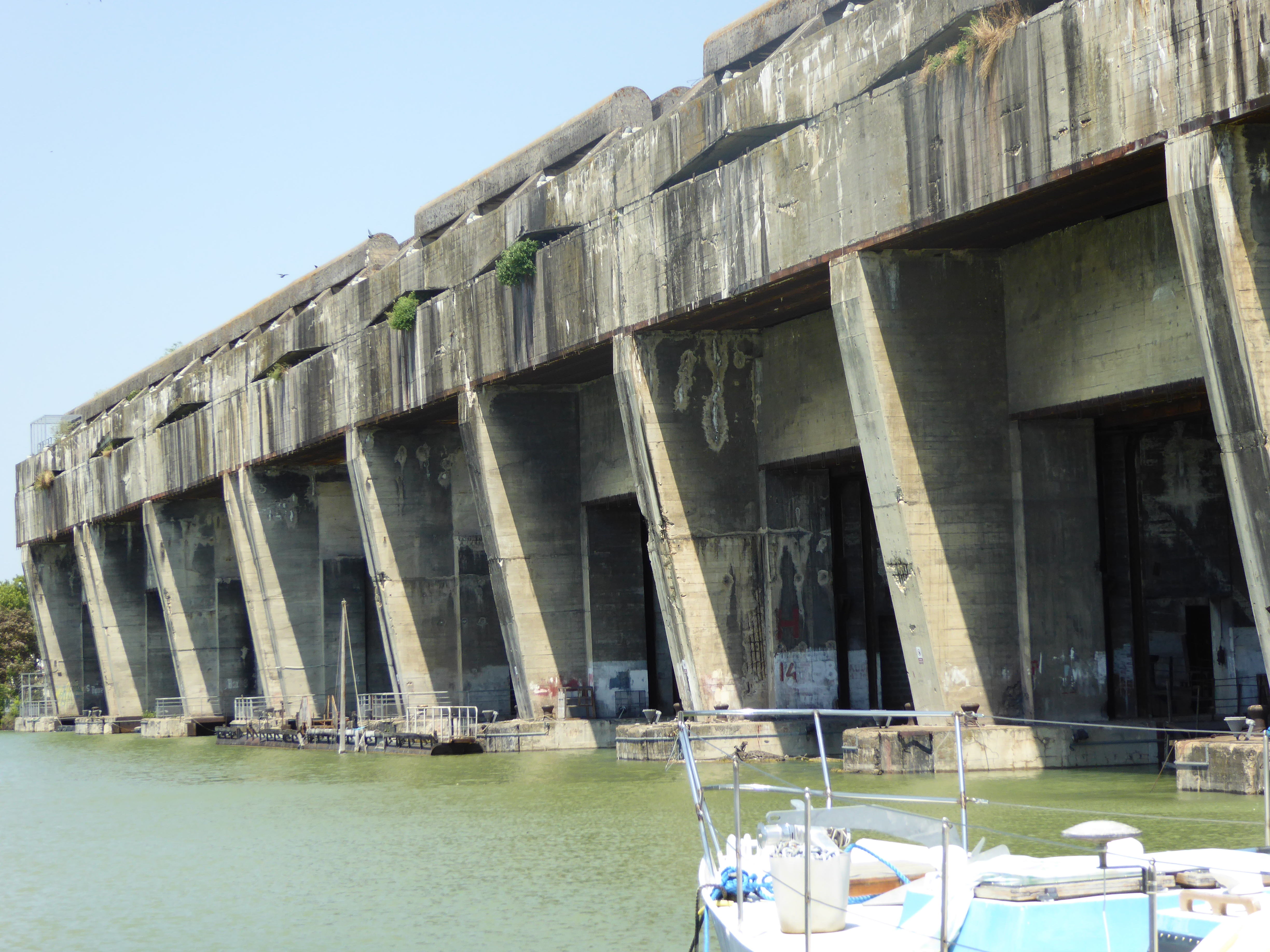
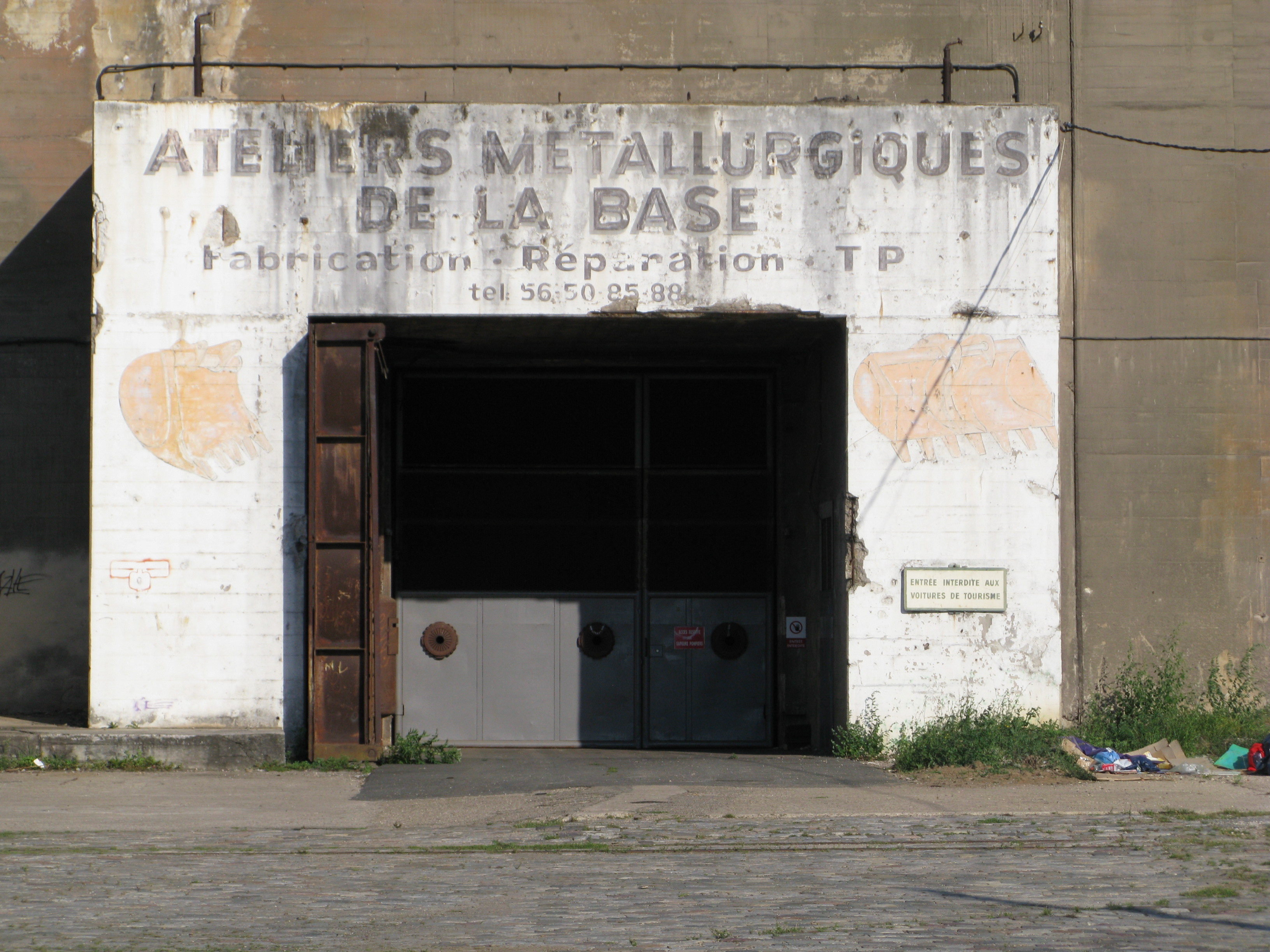
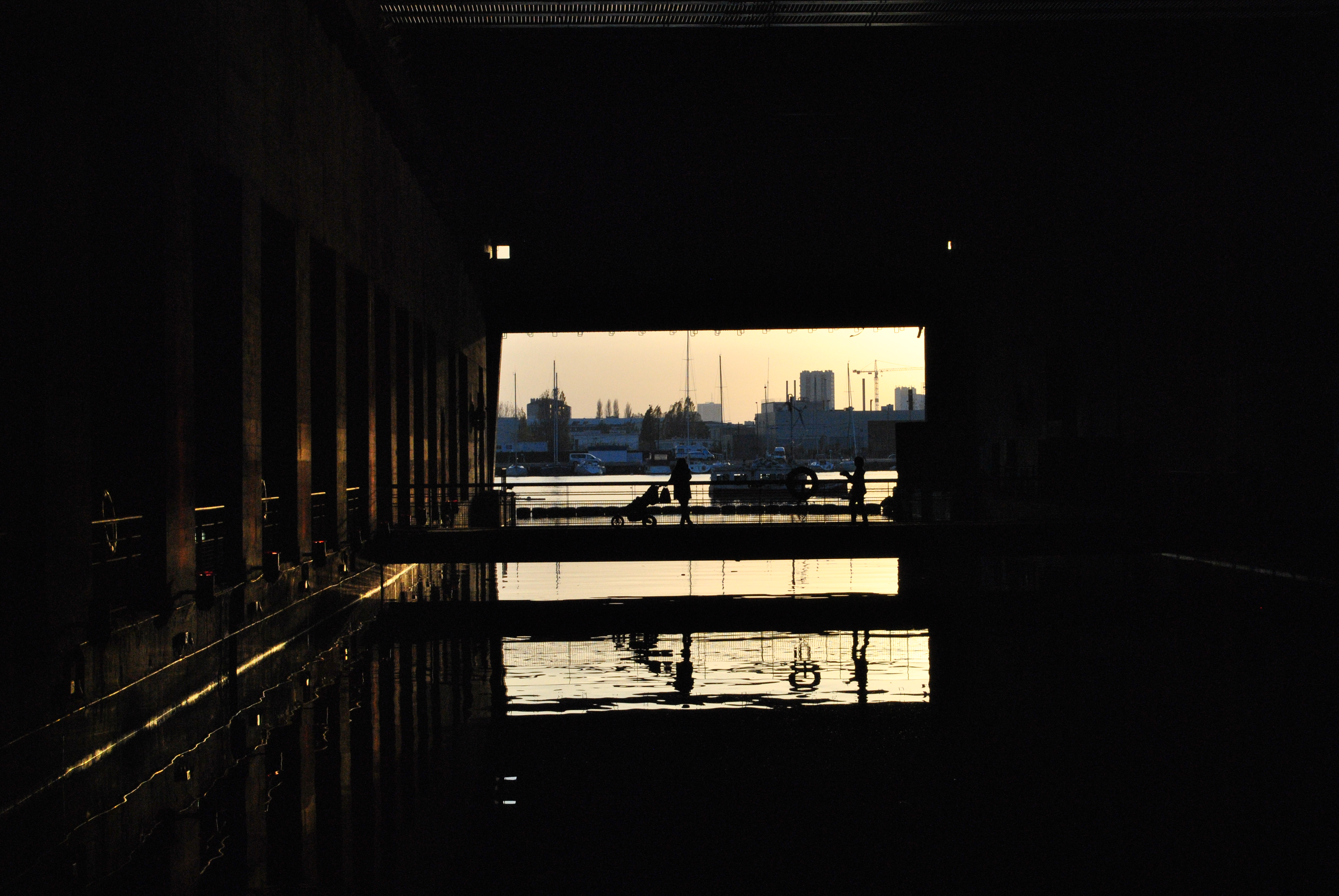
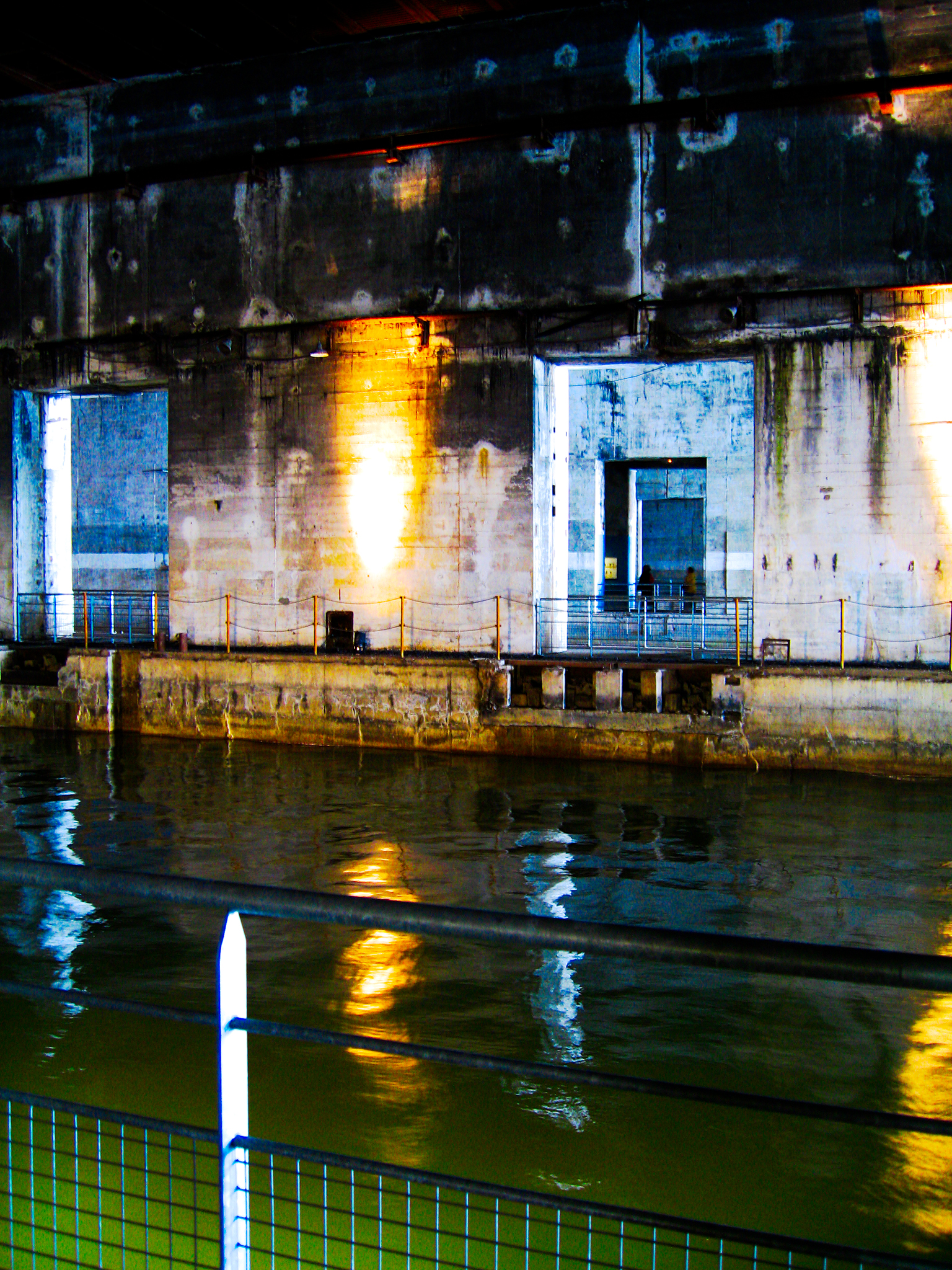
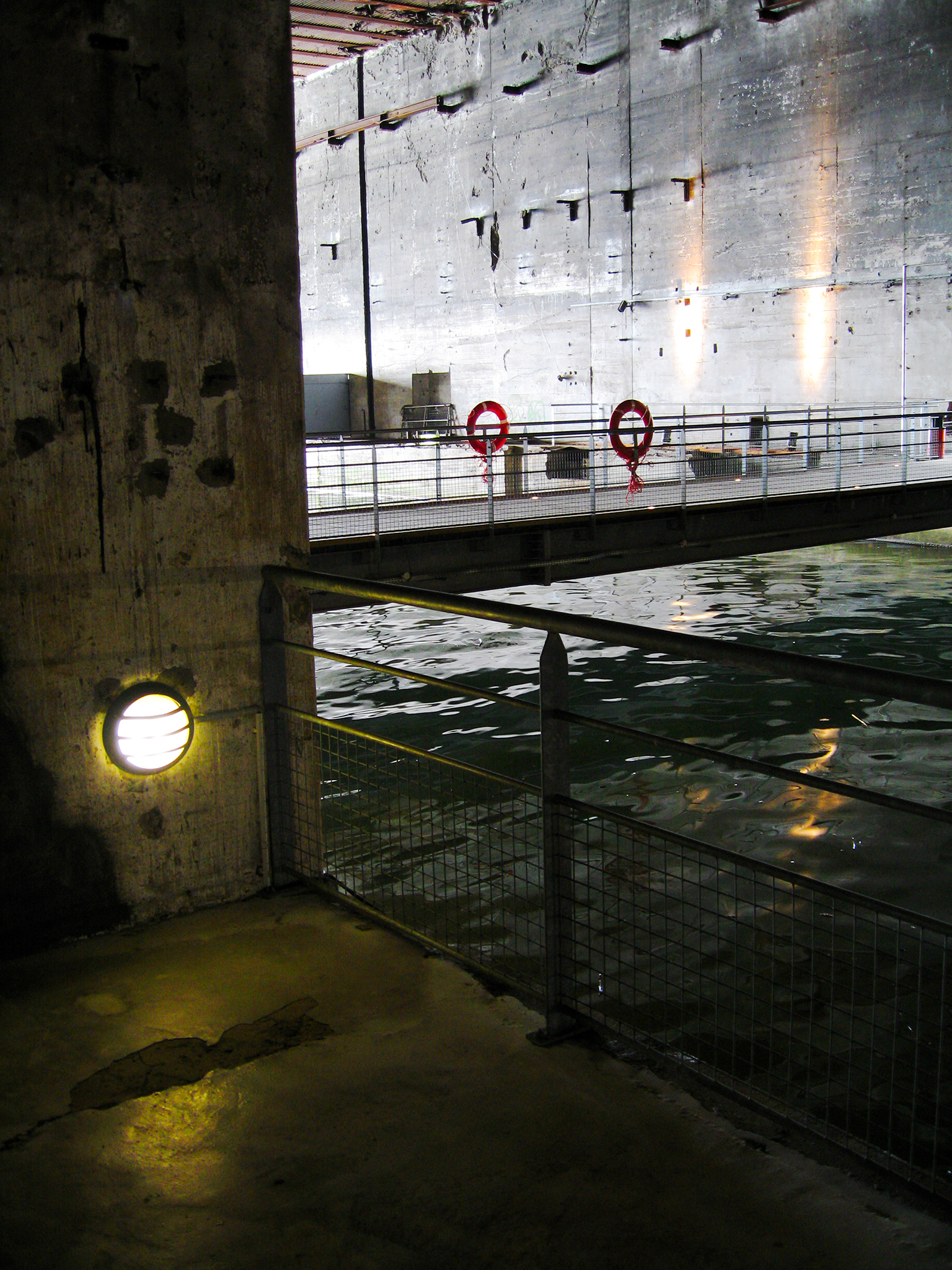
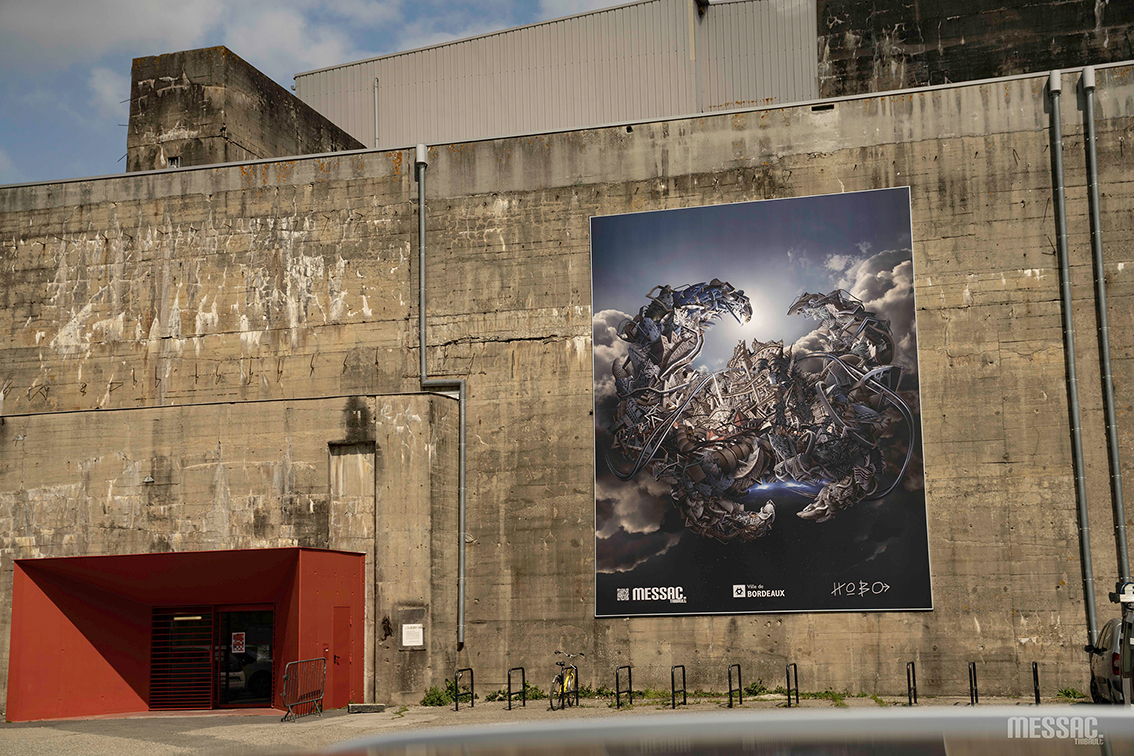
"la fin de leur monde²", Thibault MESSAC, Mois de la photographie, Base sous-marine de Bordeaux, 7m x9m, 2025